# Eulimnadia thompsoni
Eulimnadia thompsoni är en kräftdjursart. Eulimnadia thompsoni ingår i släktet Eulimnadia och familjen Limnadiidae. Inga underarter finns listade i Catalogue of Life.